# Мировия
Мировия или Мировой (от на руски: мировой – световен) е хипотетичен суперокеан, който вероятно е световен океан, заобикалящ суперконтинента Родиния през неопротерозойската ера, преди около 1 милиард -750 млн. години. Мировия може би е идентичен на, или предшественик на хипотетичния Панафрикански океан, който се получава вследстие на разлома на Родиния. Океанът Панталаса (предшественик на Тихия океан) се образува през неопротерозойската ера чрез субдукция, за сметка на световния океан Мировия.